# Japanese Movie Database
La Japanese Movie Database (日本映画データベース Nihon eiga dētabēsu?), a la que se hace referencia comúnmente con el acrónimo JMDb, es una base de datos en línea de información sobre cine japonés, actores y equipo de producción. Es similar a la Internet Movie Database, pero cataloga los filmes estrenados originalmente en Japón. El sitio web fue lanzado en 1997, y contiene películas que van desde la Era Meiji (1899) hasta el presente.